# Підлозіївка
Підлозі́ївка — село в Україні, у Чернеччинській сільській громаді Охтирського району Сумської області. Населення становить 598 осіб. Колишній орган місцевого самоврядування — Кардашівська сільська рада.

## Географія
Село Підлозіївка знаходиться на правому березі річки Кринична, вище за течією на відстані 1 км лежить село Мошенка, нижче за течією на відстані 1 км — село Кардашівка. Примикає до міста Охтирка. Поруч проходить автомобільна дорога Р17.

## Історія
Село постраждало внаслідок геноциду українського народу, вчиненого урядом СССР у 1932—1933 роках, кількість встановлених жертв — 33 особи.
12 червня 2020 року, відповідно до розпорядження Кабінету Міністрів України № 723-р «Про визначення адміністративних центрів та затвердження територій територіальних громад Сумської області», село увійшло до складу Черниччинської сільської громади.
19 липня 2020 року, в результаті адміністративно-територіальної реформи та ліквідації Охтирського району(1923-2020), село увійшло до складу новоутвореного Охтирського району.

## Відомі люди
- Ужченко Віктор Дмитрович — український лінгвіст, професор, доктор філологічних наук.